# Association Sportive de la Société Nigérienne des Produits Pétroliers
L'Association Sportive de la Société nigérienne des produits pétroliers, nota come AS SONIDEP o semplicemente SONIDEP, è una società calcistica nigerina di Niamey, fondata nel 2014 e di proprietà della Société nigérienne du pétrole, già Société nigérienne des produits pétroliers (SONIDEP).
Fondato nel 2014, il club ha vinto 2 campionati nigerini, 2 Coppe di Niger e una Supercoppa di Niger. Ha esordito nella massima serie nazionale nel 2015 e nelle coppe internazionali nel 2015-2016, prendendo parte alla Coppa della Confederazione CAF.

## Rosa
| N. |                  | Ruolo | Calciatore         |
| -- | ---------------- | ----- | ------------------ |
| 16 | Niger (bandiera) | P     | R. Oumarou         |
| 22 | Niger (bandiera) | P     | M. Yahaya          |
| 5  | Niger (bandiera) | C     | Aboubacar Traore   |
| 6  | Niger (bandiera) | D     | M. Aziz            |
| 13 | Niger (bandiera) | D     | A. Razak           |
| 7  | Niger (bandiera) | A     | Nicolas Koffi      |
| 3  | Niger (bandiera) | D     | O. Barmou          |
| 4  | Niger (bandiera) | D     | Abdel Kader Amadou |
| 21 | Niger (bandiera) | C     | S. Hamidou         |
| 14 | Niger (bandiera) | C     | M. Sabo            |
| 9  | Niger (bandiera) | A     | K. Roberto         |

| N. |                  | Ruolo | Calciatore |
| -- | ---------------- | ----- | ---------- |
| 10 | Niger (bandiera) | C     | M. Bily-To |
| 15 | Niger (bandiera) | C     | H. Abdou   |
| 6  | Niger (bandiera) | C     | T. Samba   |
| 18 | Niger (bandiera) | D     | S. Umar    |
| 28 | Niger (bandiera) | C     | I. Amadou  |
| 16 | Niger (bandiera) | C     | Gaddafi    |
| 26 | Niger (bandiera) | A     | A. Idrissa |
| 20 | Niger (bandiera) | D     | A. Cesar   |
| 11 | Niger (bandiera) | C     | S. Lauali  |
| 8  | Niger (bandiera) | D     | S. Traore  |

## Palmarès

### Competizioni nazionali
- Campionato nigerino: 2

2017-2018, 2018-2019
- Coppa del Niger: 2

2014-2015, 2018-2019
- Supercoppa del Niger: 1

2018